# Lista das maiores cidades do Paquistão

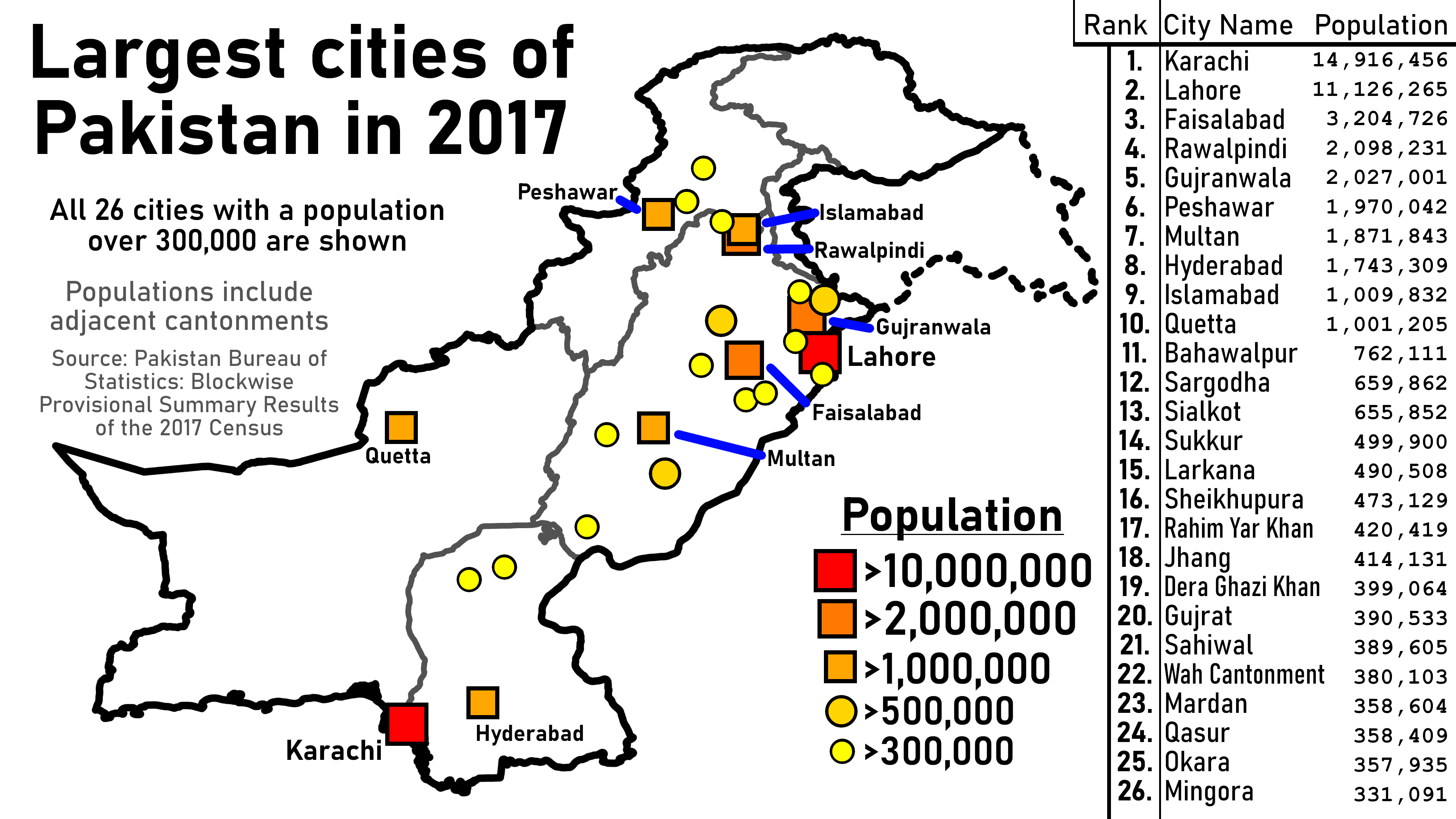
Mapa mostrando todas as cidades do Paquistão com população superior a 300.000 habitantes de acordo com os resultados provisórios do censo de 2017

Esta é uma lista que mostra as cidades mais populosas do Paquistão acima de 300 mil habitantes de acordo com o Censo do Paquistão de 2017. As populações urbanas encontradas nesta lista referem-se apenas à população encontrada dentro dos limites definidos da cidade e de qualquer acantonamento adjacente, se existir (exceto Gujranwala e Okara ). Os totais do censo abaixo vêm do Departamento de Estatísticas do Paquistão  para as quatro províncias do Paquistão e do Território da Capital de Islamabad, e do Departamento de Planejamento e Desenvolvimento de Azad Jammu e Caxemira (PND AJK) para cidades dentro de Azad Caxemira . 
De acordo com o Censo de 2017, existem duas megacidades, mais de dez milhões de cidades e 100 cidades com uma população de 100.000 habitantes ou mais. Destas 100 cidades, 58 estão localizadas na província mais populosa do país, Punjab, 22 em Sindh, 11 em Khyber Pakhtunkhwa, seis no Baluchistão, duas em Azad Caxemira e uma no Território da Capital Islamabad . Não se sabe se Gilgit-Baltistan tem alguma cidade com mais de 100.000 habitantes ou não, já que Gilgit-Baltistan ainda não divulgou publicamente os resultados do censo de 2017. Tal como no censo anterior de 1998, a maior cidade de Gilgit-Baltistão era Gilgit, com 56.701 habitantes.

## Lista

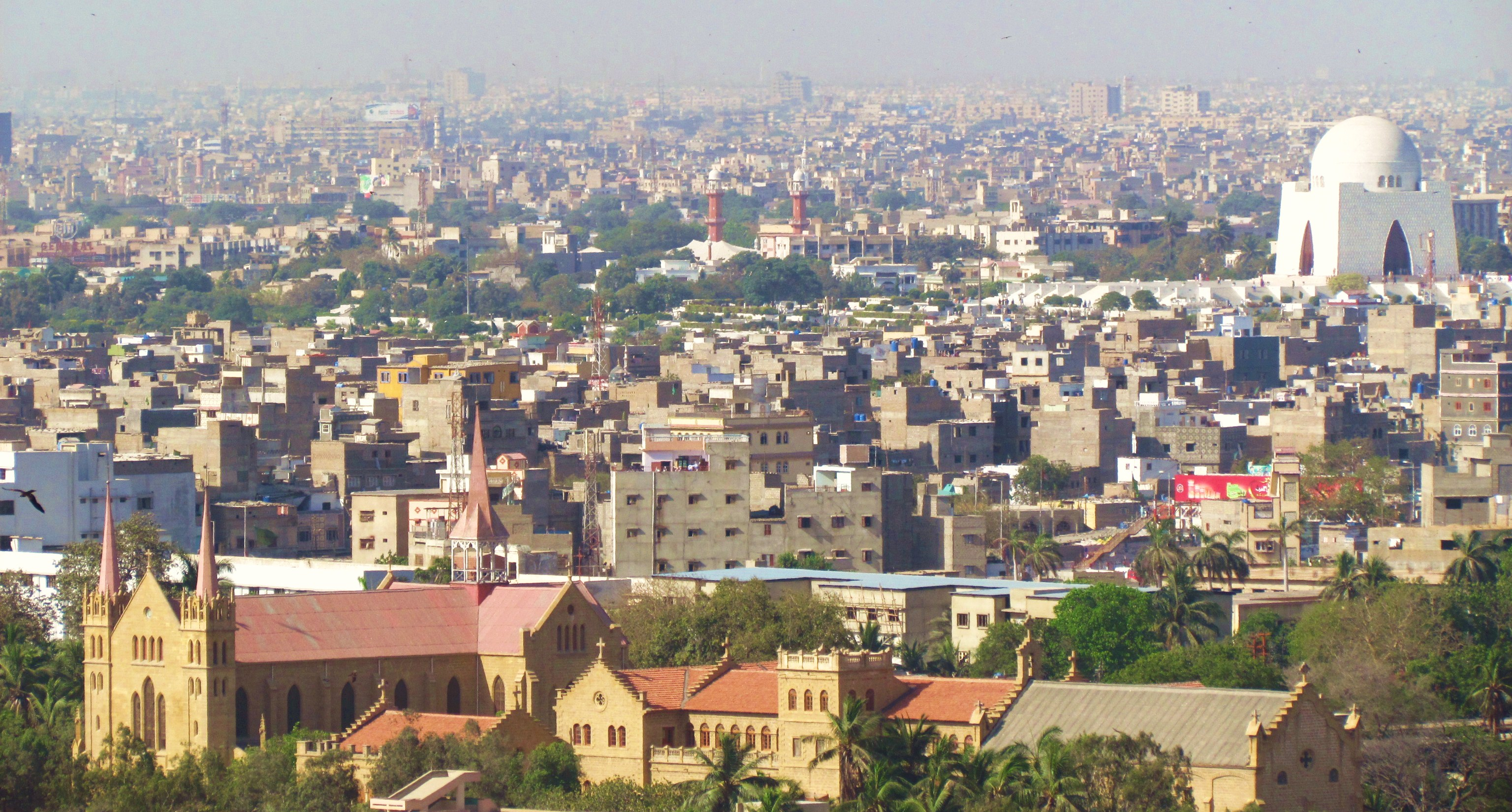
Carachi, maior cidade do Paquistão

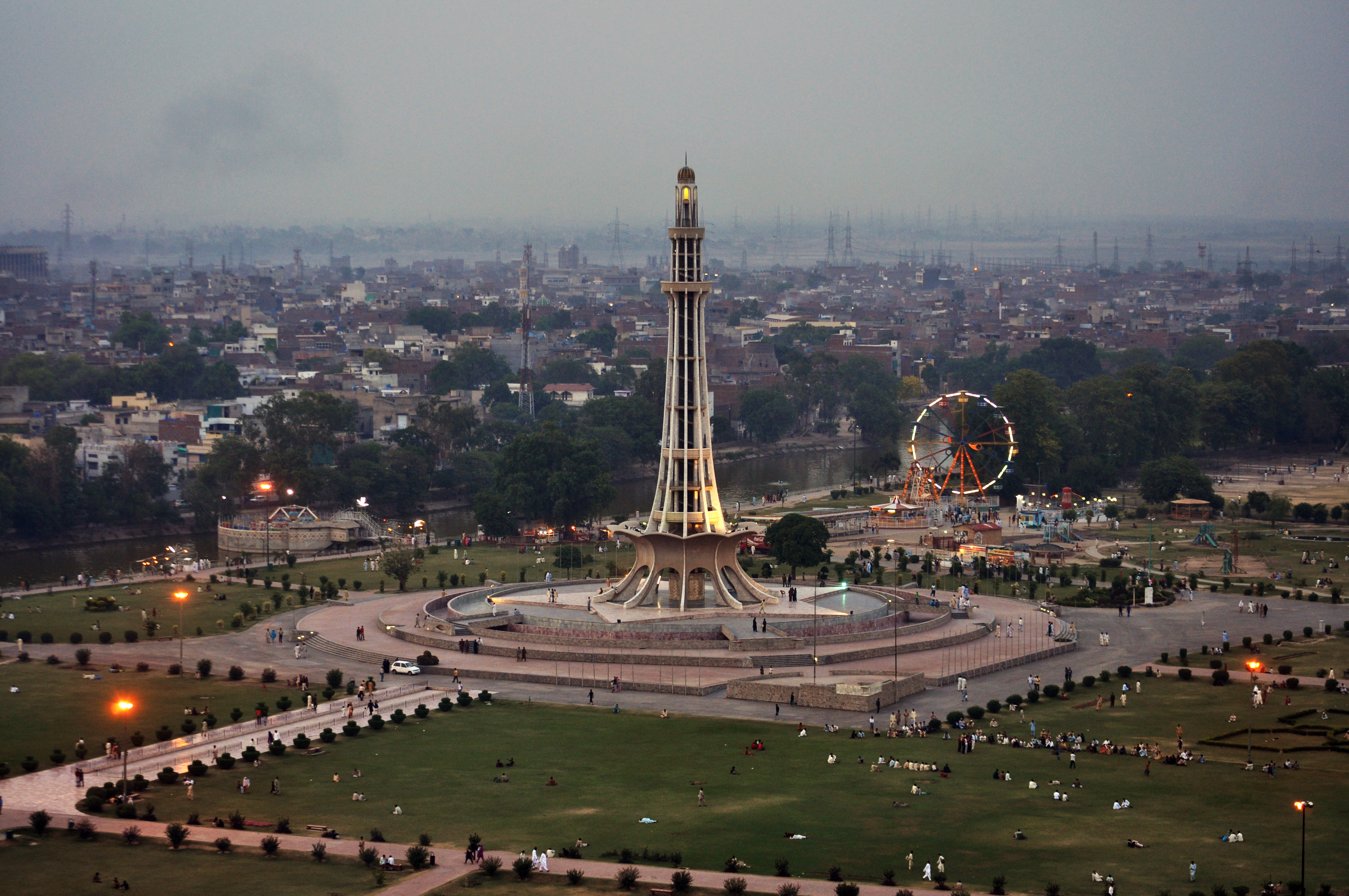
Laore, 2ª maior cidade do país

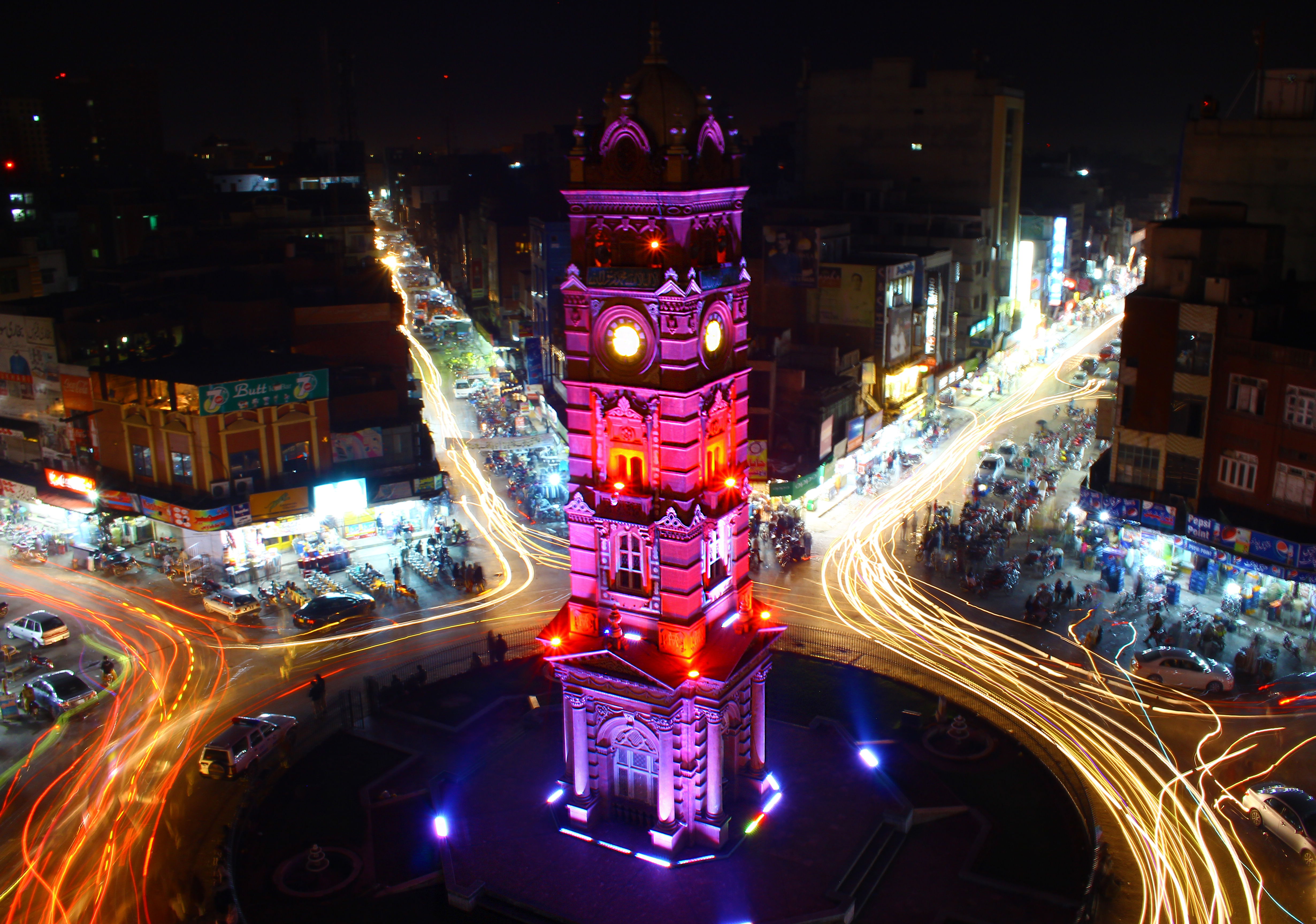
Faiçalabade, 3ª maior cidade do país

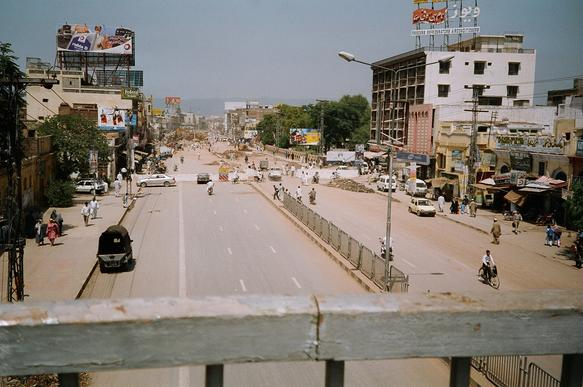
Raualpindi, 4ª maior cidade do país e a maior considerada como subúrbio.

| Pos. | Cidade                     | População  | Província             |
| ---- | -------------------------- | ---------- | --------------------- |
| 1    | Carachi کراچی              | 14,916,456 | Sinde                 |
| 2    | Laore لاہور                | 11,126,285 | Panjabe               |
| 3    | Faiçalabade فیصل آباد      | 3,204,726  | Panjabe               |
| 4    | Raualpindi راولپنڈی        | 2,098,231  | Panjabe               |
| 5    | Gujranwala گوجرانوالہ      | 2,027,001  | Panjabe               |
| 6    | Pexauar پشاور              | 1,970,042  | Khyber Pakhtunkhwa    |
| 7    | Multã ملتان                | 1,871,843  | Panjabe               |
| 8    | Haiderabade حیدرآباد       | 1,734,309  | Sinde                 |
| 9    | Islamabade اسلام آباد      | 1,009,832  | Território da Capital |
| 10   | Quetta کوئٹہ               | 1,001,205  | Baluchistão           |
| 11   | Baaualpur بہاولپور         | 762,111    | Panjabe               |
| 12   | Sargodha سرگودھا           | 659,862    | Panjabe               |
| 13   | Sialcote سیالکوٹ           | 655,852    | Panjabe               |
| 14   | Sucur سکھر                 | 499,900    | Sinde                 |
| 15   | Larcana لاڑکانہ            | 490,508    | Sinde                 |
| 16   | Raim Iar Cã رحیم یار خان   | 477,100    | Panjabe               |
| 17   | Sheikhpura شیخ پورہ        | 473,129    | Panjabe               |
| 18   | Jhang جھنگ                 | 414,131    | Panjabe               |
| 19   | Dera Gazi Cã ڈیرہ غازی خان | 399,064    | Panjabe               |
| 20   | Gujrat گجرات               | 390,533    | Panjabe               |
| 21   | Sahiwal ساہیوال            | 389,605    | Panjabe               |
| 22   | Wah واہ                    | 380,103    | Panjabe               |
| 23   | Mardã مردان                | 358,604    | Khyber Pakhtunkhwa    |
| 24   | Casur قصور                 | 358,604    | Panjabe               |
| 25   | Ocara اوکاڑہ               | 357,935    | Panjabe               |
| 26   | Mingora مینگورہ            | 331,091    | Khyber Pakhtunkhwa    |